# Грязновка (Омская область)
Грязно́вка — деревня в Москаленском районе Омской области России. Входит в состав Роднодолинского сельского поселения.

## География
Деревня находится на расстоянии 11 км к юго-западу от рабочего посёлка Москаленки, административного центра района.

### Часовой пояс
Деревня Грязновка, как и вся Омская область, находится в часовой зоне МСК+3. Смещение применяемого времени относительно UTC составляет +6:00.

## История
Немецко-русское село основано в 1916 году. В 1928 году посёлок состоял из 24 хозяйств, основное население — немцы. В административном отношении находился в составе Екатериновского Москаленского района Омского округа Сибирского края.

## Население
| 1920 | 1926 | 1979 | 1989 | 2010 |
| ---- | ---- | ---- | ---- | ---- |
| 41   | ↗113 | ↗237 | ↘153 | ↗204 |